# Periodic table
Ni How